# Sarrat
Sarrat é um município de  quarta classe de renda municipal (d) na província Ilocos Norte, nas Filipinas. De acordo com o censo de 1 de maio  de  2020 possui uma população de 25 186 pessoas e 6 442 domicílios.